# Четуква (Нью-Йорк)
Четуква (англ. Chautauqua) — місто (англ. town) в США, в окрузі Чотоква штату Нью-Йорк. Населення — 4236 осіб (2020).

## Демографія
Згідно з переписом 2010 року, у місті мешкали 4464 особи в 1797 домогосподарствах у складі 1190 родин. Було 4507 помешкань
Расовий склад населення:
| - 95,9 % — білих - 2,2 % — чорних або афроамериканців - 0,2 % — корінних американців - 0,2 % — азіатів - 0,1 % — вихідців з тихоокеанських островів |

До двох чи більше рас належало 1,0 %. Частка іспаномовних становила 2,3 % від усіх жителів.
За віковим діапазоном населення розподілялося таким чином: 20,4 % — особи молодші 18 років, 60,2 % — особи у віці 18—64 років, 19,4 % — особи у віці 65 років та старші. Медіана віку мешканця становила 44,7 року. На 100 осіб жіночої статі у місті припадало 108,3 чоловіків;  на 100 жінок у віці від 18 років та старших — 109,1 чоловіків також старших 18 років.
Середній дохід на одне домашнє господарство  становив 68 262 долари США (медіана — 55 625), а середній дохід на одну сім'ю — 79 078 доларів (медіана — 64 737). Медіана доходів становила 37 358 доларів для чоловіків та 35 968 доларів для жінок. За межею бідності перебувало 13,0 % осіб, у тому числі 19,8 % дітей у віці до 18 років та 2,9 % осіб у віці 65 років та старших.
Цивільне працевлаштоване населення становило 1690 осіб. Основні галузі зайнятості: освіта, охорона здоров'я та соціальна допомога — 26,8 %, мистецтво, розваги та відпочинок — 11,4 %, виробництво — 11,1 %.